# Iglesia de San Esteban Protomártir (Aberásturi)
La iglesia de San Esteban Protomártir es un templo situado en el concejo de Aberásturi, en el municipio alavés de Vitoria.

## Descripción

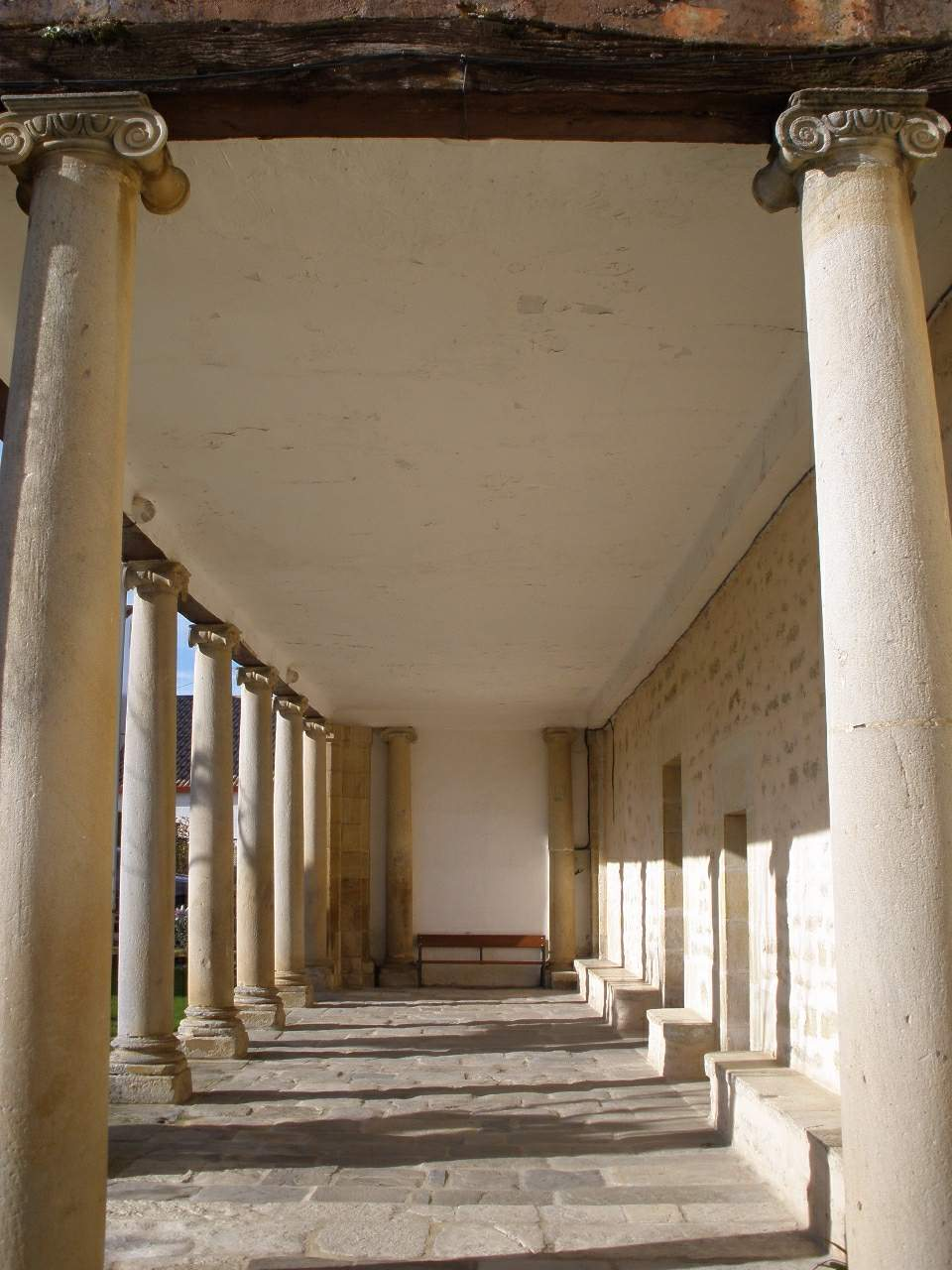
Vista del pórtico, con las columnas de orden jónico

El pórtico, sostenido por columnas de orden jónico, lo erigió el arquitecto vitoriano Justo Antonio de Olaguíbel en 1801. Se menciona como iglesia parroquial del lugar en el Diccionario geográfico-estadístico-histórico de España y sus posesiones de Ultramar de Pascual Madoz, donde se asegura que, a mediados del siglo XIX, estaba «servida por dos beneficiados». Décadas después, ya en el siglo XX, Vicente Vera y López vuelve a reseñarla en el tomo de la Geografía general del País Vasco-Navarro dedicado a Álava, en el que se describe como «de entrada, bajo la advocación de San Esteban Protomártir», perteneciente con Aberásturi al arciprestazgo de Armentia.
Los registros sacramentales de bautismos, matrimonios y decesos generados por la parroquia de San Esteban Protomártir desde el siglo XV hasta el final del XIX se conservan con los del resto de iglesias de la provincia en el Archivo Histórico Diocesano de Vitoria, donde pueden consultarse.